# Ounasrinne
Ounasrinne (en finnois : Ounasrinteen kaupunginosa) est  un  quartier de la ville de Rovaniemi en Finlande.

## Description
Ounasrinne est situé à environ quatre kilomètres du centre de Rovaniemi. 
Le quartier est principalement construit de maisons individuelles et d'immeubles residentiels.
Le quartier dispose d'un jardin d'enfants, d'une bibliothèque, une épicerie, un bar et une chapelle.
Ounasrinne permet un large éventail d'activités sportives et de plein air, le quartier résidentiel étant situé sur le flanc de l'Ounasvaara (fi). 
Le lac Toramojärvi (fi) est à un kilomètre et demi à l'est d'Ounasrinne.